# Unidad Nacional Rusa
El Movimiento Civil Patriótico Panruso "Unidad Nacional Rusa" (en ruso: Всероссийское общественное патриотическое движение "Русское Национальное Единство"), es un partido político y organización paramilitar de extrema derecha e irrendentista rusa, que según algunos politólogos, apoyaron el gobierno de Vladímir Putin, aunque también contó con miembros en zonas ruso parlantes de otros países, aunque posteriormente sus miembros fueron encarcelados.
Fue fundado por el político ultranacionalista Aleksandr Barkashov. El movimiento abogaba por la expulsión de los no-rusos y otorgar un mayor papel a las instituciones tradicionales rusas, tales como la Iglesia ortodoxa rusa.

## Historia

Bandera con el símbolo de la UNR, habitual en los actos y marchas de la organización.

La UNR tiene sus orígenes en el movimiento fundamentalista ortodoxo y ultranacionalista Pámiat. Liderados por Aleksandr Barkashov, la rama más radicalizada del movimiento se escindió en 1990, en los albores de la caída de la URSS. Nacieron oficialmente como organización política el 16 de octubre de ese mismo año.
Durante todos estos años, la UNR se ha caracterizado por su política racista y xenófoba, pidiendo la expulsión de Rusia de, principalmente, los inmigrantes procedentes de naciones caucásicas como Azerbaiyán, Armenia o Georgia. Debido a sus claras tendencias nacionalsocialistas, también piden la expulsión de todos los judíos del país.
Una de sus acciones más sonadas fue durante la crisis constitucional rusa de 1993, cuando con tácticas propias de una organización militar, contribuyeron a la defensa de la Duma Estatal frente al intento de golpe de Estado del entonces presidente Borís Yeltsin.

Con el paso de los años, la UNR se expandió fuera de Rusia, estableciéndose también en países limítrofes como Estonia, Letonia, Lituania o Ucrania.

Bandera de la Unidad Nacional Rusa desde 2014

En 1999, durante la segunda guerra chechena, la UNR expresó públicamente su apoyo a los oficiales del Ejército ruso acusados de crímenes de guerra en Chechenia. Ese año, en el cénit de su popularidad, las autoridades rusas cifraban a sus miembros entre aproximadamente 20.000 y 25.000 personas. El grupo fue prohibido, y en el año 2000 fue dispersado.